# Шуванов, Юрий Алексеевич
Ю́рий Алексе́евич Шува́нов (25 марта 1937 года, Сталинград, РСФСР, СССР — 12 июля 2009 года, Обнинск, Калужская область, Российская Федерация) — советский и российский детский и юношеский тренер по футболу. Заслуженный тренер России (1997). Создал обнинскую футбольную школу.

## Биография
С 1963 года работал тренером-преподавателем по футболу в ДЮСШ «Квант» МУП «Дворец спорта» города Обнинска. Подготовил более 700 футболистов, 50 из которых играли в командах высшей, первой и второй лиг.

## Известные ученики
- Анатолий Байдачный
- Алексей Морозов
- Олег Морозов
- Лев Березнер
- Сергей Поляков
- Эдуард Кобозев

## Цитаты
Анатолий Байдачный, 2002:
Всем, чего я как футболист достиг, обязан Юрию Алексеевичу [Шуванову] и Константину Ивановичу [Бескову].

## Память
- 12 июля 2010 года спортивная общественность Обнинска  отметила день его памяти.
- футбольный турнир памяти Заслуженного тренера Российской Федерации Юрия Шуванова в Обнинске.[3]